# Варениковская (станция)
1. ↑  Железнодорожные станции СССР. Справочник. — М. : Транспорт, 1981

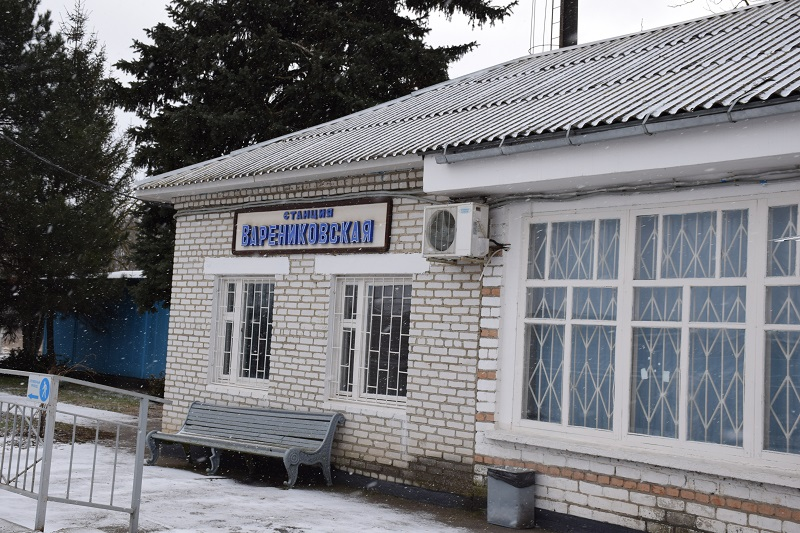
Здание железнодорожного вокзала, январь 2018 г.

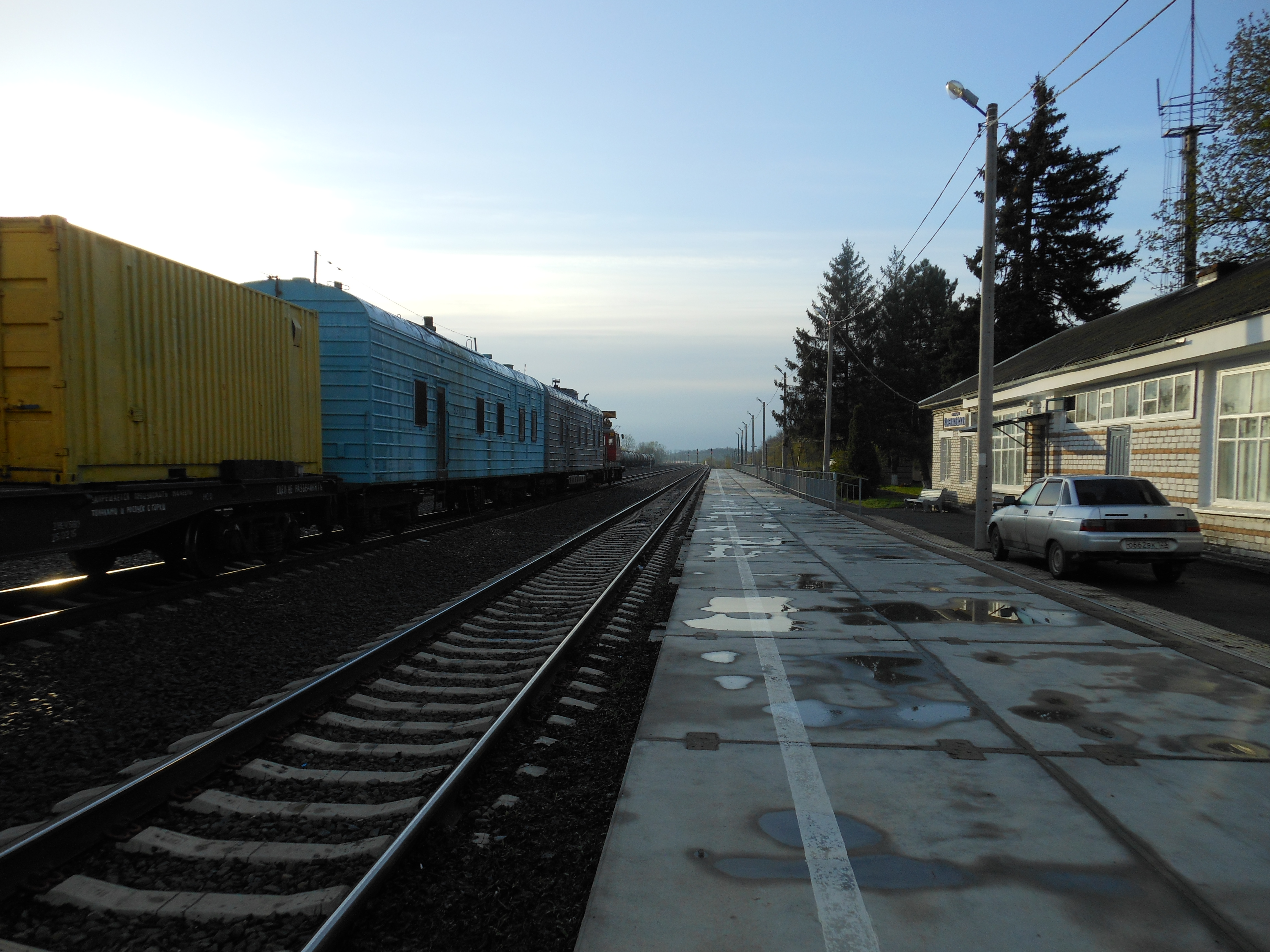
Перрон железнодорожного вокзала, апрель 2015 г.

Варениковская - железнодорожная станция Северо-Кавказской железной дороги, расположенная в одноимённой станице Крымского района Краснодарского края.

## История
Станция была основана в 1888 году, в этом же году была основана железнодорожная станция Крымская.
Во времена Великой Отечественной войны станция была активно развита. С неё отправлялись на войну жители станицы. Около 5 тысяч жителей получили повестки и отправились воевать за родину. Во время оккупации немцами станицы Крымской (ныне г. Крымск) в Варениковской был создан партизанский отряд «Ворон», который поддерживал связь с воинскими подразделениями Красной армии. Партизаны стали настоящими помощниками в тылу, которые умело срывали все планы врага связанные с военной и экономической деятельностью.

## Настоящее время
В настоящее время через станцию проходят пассажирские поезда, следующие по направлениям на Анапу и п-ов Крым, а также грузовые поезда. Возможна высадка и посадка пассажиров. Время стоянки пассажирских поездов на станции составляет от 1 до 17 минут.  По станции ежедневно производятся грузовые операции.
В 2019 году станция была электрифицирована переменным током.
В декабре 2019 года были запущены электропоезда серии "Ласточка" сообщением Анапа-Краснодар-Анапа с остановкой на станции.
В августе 2020 года был запущен электропоезд "Ласточка" сообщением Анапа-Адлер-Анапа с остановкой на станции.

## Следование по станции

### Дальнее сообщение
По состоянию на август 2020 года через станцию курсируют следующие поезда дальнего следования.
| Сезонное обращение поездов | Сезонное обращение поездов | Сезонное обращение поездов | Сезонное обращение поездов |
| № поезда                   | Маршрут движения           | № поезда                   | Маршрут движения           |
| -------------------------- | -------------------------- | -------------------------- | -------------------------- |
| 243Н                       | Новокузнецк - Анапа        | 243С                       | Анапа - Новокузнецк        |
| 247А                       | Санкт-Петербург - Анапа    | 247С                       | Анапа - Санкт-Петербург    |
| 519У                       | Орск - Анапа               | 519С                       | Анапа - Орск               |
| 824 «Ласточка»             | Краснодар - Анапа          | 823                        | Анапа - Краснодар          |
| 828 «Ласточка»             | Краснодар - Анапа          | 827                        | Анапа - Краснодар          |
| 830 «Ласточка»             | Адлер - Анапа              | 829                        | Анапа - Адлер              |